# 莫迪姆
莫迪姆（挪威語：Modum）是挪威布斯克吕郡的市镇，行政中心为維克松镇。市镇面积为515平方公里，人口数量为12,594人（2004年），人口密度为每平方公里27人。